# Адальберт II де Ла Марш
Адальберт II (Одбер II; фр. Audebert II de la Marche; умер в 1088) — граф Марша (между 1038 и 1047—1088).
Старший сын графа Бернара I, умершего между 1038 годом и 16 июня 1047 года, и его жены Амелии (умерла в 1053). Вероятно, ко дню смерти отца был несовершеннолетним и первое время правил графством под опекой матери.
Упоминается в нескольких хартиях и «Сен-Мексанской хронике», в которой же указан и год смерти Audebertus comes de Marchia.
Жена — Понция, происхождение не выяснено (в некоторых генеалогиях называется Понцией де Лузиньян). Шестеро детей:
- Бозон III (убит под Конфоланом в 1091), граф Марша с 1088, до этого — соправитель отца
- два сына, умерли в молодом возрасте
- Альмодис (умерла в 1117/1129), графиня Марша с 1098 года
- не известная по имени дочь
- Амелия, второй муж — Эскива де Шабане, сын Журдена VI де Шабане.